# 도널드 커누스
도널드 어빈 커누스(Donald Ervin Knuth, IPA: [kəˈnuːθ], 1938년 1월 10일 ~ )는 미국의 컴퓨터 과학자이자 수학자이며, 1974년 컴퓨터 과학의 노벨상이라 불리는 튜링상을 수상하였다. 현재 스탠퍼드 대학교의 명예교수이다.

## 이름
본인의 홈페이지 FAQ에 의하면, 그의 성을 Ka-NOOTH(IPA: [kəˈnuːθ])라고 읽는다. 한글 표기는 '크누스'로 사용한 경우도 있지만, 국제 음성 기호(IPA) 표기에 따라 '커누스'로 표기하고 있다. 한자 이름은 고덕납(중국어 간체자: 高德纳, 정체자: 高德納, 병음: Gāo Dénà 가오더나[*])이며, 이는 "커누스"(→가오)와 "도널드"(→더나)를 중국어 발음으로 음역한 것이다.

## 생애와 업적
커누스는 컴퓨터 과학 분야에서 가장 권위있는 책인 《The Art of Computer Programming》의 저자로 가장 널리 알려져 있다. 이 책의 1권은 커누스가 28세일 때 지은 것이다. 알고리즘 분석 분야를 실질적으로 창조했으며, 이론 컴퓨터 과학의 여러 분야에서 기초적인 중요한 공헌을 했다. {\displaystyle {\mathrm {T\!_{\displaystyle E}\!X} }} 조판 시스템과 메타폰트 폰트 디자인 시스템을 만들었으며 문학적 프로그래밍 (literate programming)의 개념을 처음으로 주장했다.
그는 수준 높은 프로그래머였으며, geek 유머로 유명하다. 예를 들면 그가 쓴 책에서 오타나 실수를 찾아내면 상금으로 2.56 달러를 주는데, 왜냐하면 "256 센트가 16진수로 1.00 달러이기 때문"(256 = 0x100)이다. (예외도 있는데 3:16 Bible Texts Illuminated라는 책에서 잘못된 부분을 찾는 사람에게 걸린 현상금은 3.16달러이다. 이 책은 성경 각 편의 3:16의 주석으로만 되어 있으며, 성경 구절을 멋진 글씨체로 표현했다고 한다.) . 구체수학이라는 공저에서도 오타나 실수를 찾을 때 상금을 준다는 비슷한 유머가 있다. {\displaystyle {\mathrm {T\!_{\displaystyle E}\!X} }} 소프트웨어의 버전번호는 3, 3.1, 3.14와 같은 방식로 π로 수렴한다. 메타폰트의 버전 번호는 같은 방식으로 e에 수렴한다.
학부는 케이스 웨스턴 리저브 대학교에서 수학을 전공했고, 1963년에 캘리포니아 공과대학교에서 수학 박사학위를 받았다. 1968년에 스탠퍼드 대학교의 교수가 되었다. 튜링상, 미국 국가 과학 훈장 등 여러 상을 수상했다.
취미 생활로는 음악을 즐기며 특히 오르간 연주를 즐긴다고 한다. (실제로 커누스의 집에 파이프 오르간이 있다고 한다.) 다만 연주실력이 썩 훌륭하지는 않다고 한다. 커누스는 또한 이메일을 사용하지 않는 것으로 유명하다. 약 1975년부터 1990년 1월 1일까지만 이메일을 사용했다고 하는데 그 이후로는 그때 사용해본 것만으로도 충분하다면서 평생 동안 이메일을 사용하지 않고 일반 우편만 사용한다고 한다. 커누스는 우편물을 "배치 모드(batch mode)"로 처리하는 것이 더 효율적이라는 것을 깨달았다고 한다. (예를 들어 3개월 동안 받은 우편물을 하루 만에 처리하는 방식을 말한다.)
질 커누스 여사와 결혼했으며 슬하에 두 자녀가 있다. 루터교 주일학교 교사로 종교적이었던 수학자, 컴퓨터 사이언티스트이다.

## 어록
| “ | 어떻게 이런 일이 가능하죠? | ” |

| “ | 내가 프로그래밍을 배울 때는 하루에 기계와 5분을 보낼 수 있으면 꽤 운이 좋은 경우였죠. 프로그램이 작동하도록 만들고 싶으면 프로그램을 정말로 제대로 작성해야 했습니다. 그래서 사람들은 돌에 글을 새기듯이 프로그래밍을 배웠습니다. 그냥 그것을 향해 조금씩 다가가기만 하면 됩니다. 난 그렇게 프로그래밍을 익혔습니다. | ” |

## 같이 보기
- 커누스-모리스-프랫 알고리즘
- 커누스 윗화살표 표기법
- 커누스-벤딕스 알고리즘
- 노래의 복잡성